# Kurt Albrecht
Kurt Albrecht (31. prosince 1894, Berlín – 5. května 1945, Praha) byl německý psychiatr, neurolog, vysokoškolský pedagog a také poslední rektor Německé univerzity v Praze.

## Životopis
Kurt Albrecht se narodil 31. prosince 1894 v Berlíně. Studoval na lékařské fakultě v Berlíně a od října 1921 byl asistentem její psychiatrické a neurologické kliniky. V roce 1920 se účastnil Kappova puče. Od roku 1926 zde působil jako řádný asistent. Od roku 1927 byl vedoucím rentgenologického oddělení kliniky. V roce 1931 se habilitoval z neurologie a psychiatrie a roku 1933 se stal mimořádným profesorem. V témže roce se přidal do jednotek SS. V roce 1937 kliniku opustil poté, co byl jmenován vedoucím lékařem neurologického oddělení městské nemocnice v Berlíně-Westendu.
V roce 1937 vstoupil do NSDAP. Dne 25. září 1939 přešel na lékařskou fakultu německé univerzity v Praze, těžce postiženou arizací. Byl jmenován zastupujícím přednostou psychiatrické a neurologické kliniky, roku 1940 se stal řádným profesorem a ředitelem kliniky, kterou vedl až do své smrti. V letech 1943 až 1944 zastával funkci děkana lékařské fakulty Německé univerzity. Za jeho působení bylo přestěhováno původní neurologické oddělení ze všeobecné nemocnice do areálu bývalého kateřinského kláštera, ve kterém byla nákladnými rekonstrukcemi vybudována skutečná neurologická klinika. Již v roce 1943 byl zvažován jako kandidát na rektora, zvolen byl však Friedrich Klausing a Albrecht se stal prorektorem.
Po nezdařeném atentátu na Adolfa Hitlera v roce 1944 se ve své pracovně zastřelil dosavadní rektor Německé univerzity Friedrich Klausing. Jeho agendu převzal Kurt Albrecht a 2. listopadu 1944 byl zvolen rektorem. Zemřel 5. května 1945 za nevyjasněných okolností ve své kanceláři na neurologické klinice. Podle některých (zejména německých) verzí byl zastřelen příslušníky pražských revolučních gard, podle jiných otrávil svého psa a spáchal sebevraždu.